# Gustaw Pilecki

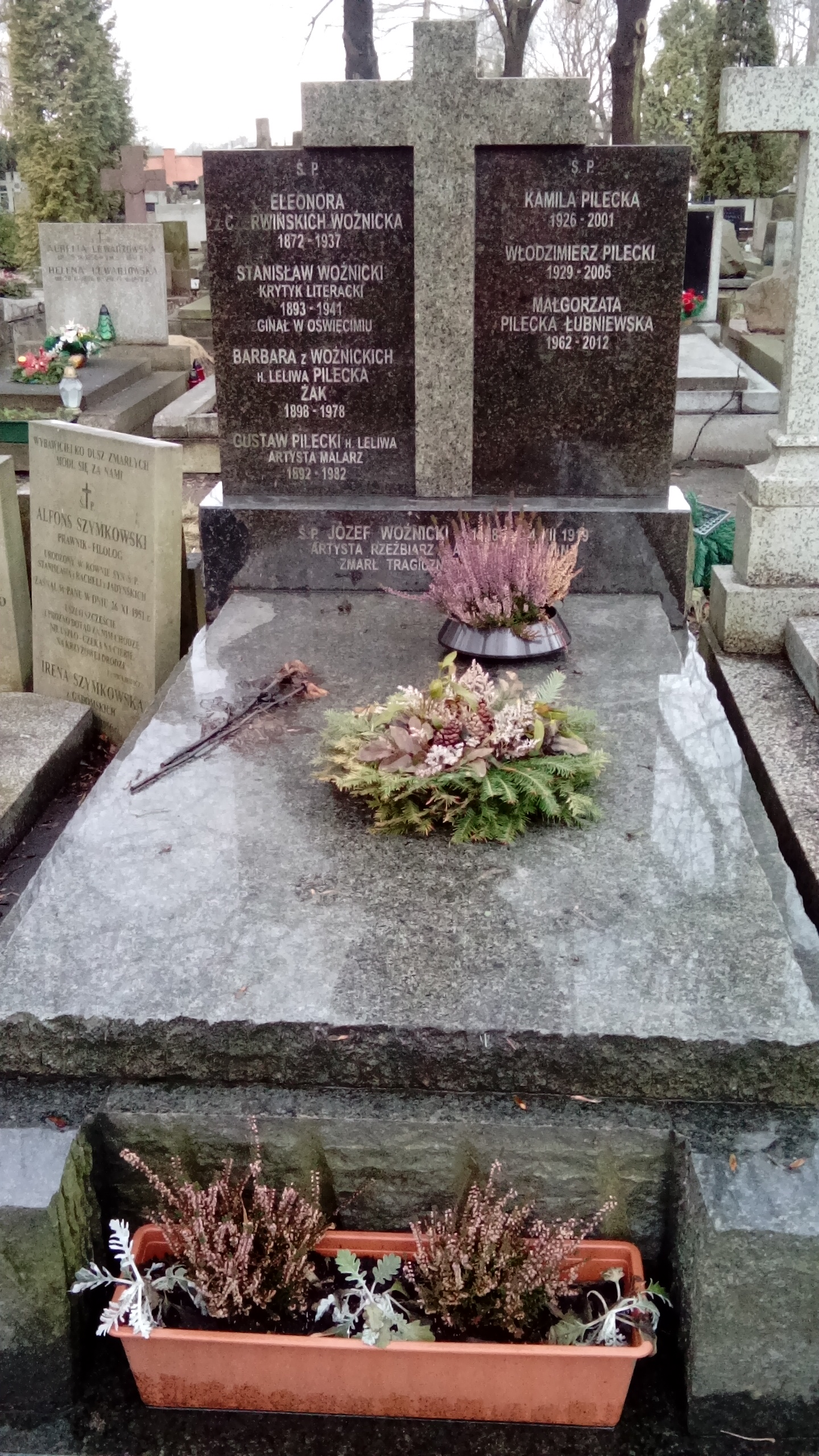
Grób Gustawa Pileckiego na cmentarzu Powązkowskim

Gustaw Pilecki (ur. 18 stycznia 1892 w Bohiniu, zm. 28 maja 1982 w Warszawie) – polski malarz i konserwator.
Naukę rysunku rozpoczął w petersburskiej pracowni Nowaja Chudożestwiennaja Mastierskaja im. Kniaźny Gagarinoj, gdzie jego nauczycielami byli Mstisław Dobużynski, Aleksandr Jakowlew, Boris Kustodijew i Jewgienij Lanceray. Od 1922 do 1927 studiował w Szkole Sztuk Pięknych w Warszawie, poza nauką malarstwa uczył się też konserwacji. Mimo że mieszkał w Warszawie należał od 1921 do Wileńskiego Towarzystwa Artystów Plastyków, z ugrupowaniem tym wystawiał swoje prace m.in. w Warszawie, Poznaniu i Krakowie. W 1925 wyjechał do Włoch. Zawodowo zajmował się konserwacją obrazów i malowideł ściennych, przed 1939 pracował w kierowanym przez prof. Oskara Sosnowskiego Zakładzie Architektury Polskiej. Po 1945 był członkiem Związku Polskich Artystów Plastyków. Spoczywa na cmentarzu Powązkowskim w Warszawie (kwatera 135-1-26).
Gustaw Pilecki tworzył głównie portrety, uprawiał malarstwo olejne. Jego obrazy są uznawane przez antykwarystów za rzadkość.